# Вико-Экуэнсе
Вико-Экуэнсе (итал. Vico Equense) — город в Италии, располагается в регионе Кампания, в провинции Неаполь.
Население составляет 20 048 человек, плотность населения составляет 691 чел./км². Занимает площадь 29 км². Почтовый индекс — 80069. Телефонный код — 081.
Покровителями коммуны почитаются святые Кир и Иоанн Александрийские. Праздник ежегодно празднуется 31 января.
Соседние коммуны: Мета, Кастелламмаре-ди-Стабия, Пимонте, Пьяно-ди-Сорренто, Позитано.